# Барбатр
Барбатр (фр. Barbâtre) насеље је и општина у западној Француској у региону Лоара, у департману Вандеја која припада префектури Сабл д'Олон.
По подацима из 2011. године у општини је живело 1.785 становника, а густина насељености је износила 143,14 становника/km². Општина се простире на површини од 12,47 km². Налази се на средњој надморској висини од 5 метара (максималној 18 m, а минималној 0 m).

## Демографија
| 1962. | 1968. | 1975. | 1982. | 1990. | 1999. | 2011. |
| ----- | ----- | ----- | ----- | ----- | ----- | ----- |
| 1.110 | 1.124 | 1.127 | 1.091 | 1.269 | 1.420 | 1.785 |

График промене броја становника у току последњих година